# Vareia
Vareia (llatí: Varia grec antic: Οὐάρεια) va ser una ciutat dels berons, a la província romana de la Tarraconense, a la riba de l'Ebre, allà on aquest riu començava a ser navegable, segons diu Plini el Vell. Una via creuava el riu entre Calagurris i Tritium.
Estrabó l'esmenta com Varia però l'Itinerari d'Antoní li dona el nom de Verela. És probablement l'actual Varea, però d'altres diuen que és l'actual Logronyo i encara d'altres que és Murillo de Río Leza.